# Mistrzostwa Ameryki Północnej, Środkowej i Karaibów w Piłce Siatkowej Kobiet 1981
VII Mistrzostwa Ameryki Północnej, Środkowej i Karaibów w piłce siatkowej kobiet odbyły się w 1981 roku w mieście Meksyk. W mistrzostwach wystartowało 9 reprezentacji. Mistrzem została po raz pierwszy reprezentacja Stanów Zjednoczonych.

## Klasyfikacja końcowa
| Miejsce | Reprezentacja       |
| ------- | ------------------- |
|         | Stany Zjednoczone   |
|         | Kuba                |
|         | Meksyk              |
| 4.      | Kanada              |
| 5.      | Dominikana          |
| 6.      | Portoryko           |
| 7.      | Antyle Holenderskie |
| 8.      | Bahamy              |
| 9.      | Gwatemala           |